# Nícocles de Lacedemònia
Nícocles (en grec antic: Νικοκλῆς, Nikokles) fou un gramàtic de la Grècia romana del segle iv aC natural de Lacedemònia.
Va ser el mestre grec de gramàtica de l'emperador Julià l'Apòstata. Sòcrates Escolàstic dona a entendre que era de religió cristiana. Podria ser el mateix Nícocles esmentat a l'Etymologicum Magnum. Libani menciona un retòric de la ciutat de Constantinoble amb el mateix nom, però probablement és un personatge diferent.